# Palpomyia aspina
Palpomyia aspina är en tvåvingeart som beskrevs av Eileen D. Grogan och Wirth 1979. Palpomyia aspina ingår i släktet Palpomyia och familjen svidknott.
Artens utbredningsområde är Texas. Inga underarter finns listade i Catalogue of Life.